# Cima delle nobildonne
Cima delle nobildonne è un romanzo dello scrittore italiano Stefano D'Arrigo. L'opera vinse il Premio Procida-Isola di Arturo-Elsa Morante e il Premio Brancati, entrambi nel 1986.
Fu la seconda e ultima opera dell'autore tra quelle pubblicate in vita. Edita a dieci anni di distanza da Horcynus Orca, tratta i temi della metamorfosi continua e possibile delle relazioni umane, della maternità mancata, del legame intrinseco tra vita e morte rappresentato dall'emblema della placenta attorno al quale si sviluppa la narrazione. La vicenda si svolge principalmente presso l'Istituto Karolinska di Stoccolma e si apre con l'intervento di Amina, uno pseudoermafrodito maschile e la più giovane delle mogli dall'Emiro del Kuneor, che si sottopone a un'operazione di neovagina rinunciando ai propri attributi maschili.
Abbandonato lo sperimentalismo linguistico, D'Arrigo utilizza una lingua tagliente e diretta, ricca di termini specifici del campo della scienza e della medicina.